# Carel Eiting
Carel Eiting (nascut l'11 de febrer de 1998) és un futbolista professional neerlandès que juga de centrecampista per l'AFC Ajax de la lliga neerlandesa.

## Palmarès

### Club
Ajax
- Eredivisie: 2018–19
- KNVB Cup: 2018–19